# Неила
Неила (от ивр. נעילה‎ — «запирание») — предзакатное богослужение дня поста в иудаизме.

## Происхождение
Полное название — неилат шеарим («запирание ворот»). Согласно представлениям евреев, солнце утром выходило из небесных ворот на востоке, а вечером скрывалось в воротах на западе; молитвы произносили перед самым закатом, то есть запиранием западных ворот. Согласно Талмуду (трактат Таанит) молитву читали в дни общинных постов. В современном иудаизме молитву читают только раз в году на исходе Йом-кипура. Традиционный покаянный напев в предзакатном богослужении «Неила» близко воспроизводит музыку средневековых латинских стихов метрической секвенции Missus Gabriel de Coelis Адама де Сан-Виктор (около 1150 года) в том виде, в каком она приводится в сарумском Graduale Romanum. Во время предзакатного богослужения «Неила», так же, как в утреннее (шахарит) и дополнительное (мусаф) богослужения, кохены благословляют евреев.

## Состав
- Молитвы «Ашрей» и «У-ва ле-Цийон[англ.]»
- Молитва «Амида» — центральная часть богослужения
- Повторение Амиды хаззаном — сильно расширено, как и в других молитвах этого дня, но значительно отличается от них по содержанию
- Молитва «Авину малкену»
- Окончание службы Йом-кипура — провозглашение Шма и Кадиша. Эта часть — наиболее торжественный момент всего праздничного богослужения
- Молитвы «Алену» и Кадиш ятом

В течение всей службы синагогальный ковчег — открыт и всю службу, соответственно, совершают стоя.